# Емоционално условљавање
Емоционално условљавање је вид класичног условљавања у којем се стиче условна емоционална реакција. Условна реакција настаје као одговор на неке првобитно неутралне, а касније условне дражи, које су биле дате заједно са безусловном дражи, која као безусловну реакцију изазива неку јаку емоцију. Неколико понављања, а понекад и само једно, довољно је субјекту да научи да на саму условну драж реагује емоцијом коју, спонтано, изазива безусловна драж.
Класичним емоционалним условљавањем, без сумње, могу да се стекну емоционалне реакције страха са снажно израженом органском компонентом. Друге врсте страхова, које су по Рахману, мање снажни и значајни, могу да се стекну учењем по моделу или социјалном трансмисијом, усменом или путем медија. Такође сматра да ситуације или бића која су у еволуцији била опасна за одржање могу лакше да се вежу за фобичне реакције. Истичу се још и индивидуалне разлике у вулнерабилности и повећаној осетљивости. За разлику од теоретичара учења, психоаналитичари сматрају да је извор страхова унутрашњи страх од могућности продора несвесних садржаја у свест и да се он на симболички начин преноси на спољашње објекте и ситуације.

## Карактеристике емоционалног условљавања
Главне карактеристике емоционалног условљавања су:
1. Емоционално условљавање настаје веома брзо

1. Условљена реакција се брзо шири, уопштава (генерализује)

1. Једном стечена условљена реакција се тешко гаси[1]

## Мали Алберт
Једно од најпознатијих испитивања у психологији, познато и као експеримент Мали Алберт, ког су спроводили Џон Вотсон и Розалин Рајнер 1920. године, представља пример класичног условљавања емоције страха код малог Алберта. Дечака су Вотсон и Розалин Рајнер узели из сиротишта када је имао само 9 месеци и назвали га Алберт, а са тестирањем су почели 2 месеца касније. Прво су му показивали различите животиње (пацова, пса, мајмуна..), али дечак није показивао никакав страх, играо се и мазио животиње.  Након неколико дана су му поново донели исте животиње, али су производили непријатан звук ударањем чекића сваки пут када би се Алберт приближио животињи. Дете је реаговало на звук плакањем. Од тада Алберт показује страх ка свим животињама која су му показивана, као и ка предметима која подсећају на њих.
Истраживачи су тада желели да утврде да ли ће се овај научени страх пренети и на друге предмете. Психолошки гледано, овај пренос се назива генерализација. Ако је Алберт показао страх према другим сличним објектима, онда се наводи да је учење поновљено. Дакле, истраживања емоционалног условљавања су показала да се условљене емоционалне реакције брзо и лако стичу, а споро и тешко гасе, а и да се лако и широко генерализују.
Овим снажним и примитивним обликом учења могу да се стекну јаке негативне емоционалне реакције које су веома отпорне на гашење код животиња и људи. Процес којим се те реакције могу елиминисати назива се разусловљавање или контраусловљавање.

## Разусловљавање
Принцип разусловљавања састоји се у томе да се за исту условну драж веже нека нова, јача позитивна реакција. Условна драж тако постепено почиње да изазива нову, позитивну реакцију, а престаје да изазива претходну негативну емоционалну реакцију. У основи разусловљавања је сукоб две неспојиве реакције у којем ова нова позитивна надвладава стару негативну.
Класичним емоционалним условљавањем могу да се објасне неке психопатолошке појаве, пре свега различити страхови и фобије, неки поремећаји у понашању итд. Сам Вотсон је, као зачетник и присталица ортодоксног бихејвиоризма, покушао да огледом са малим Албертом докаже да се емоције као и друге одлике личности, уче.

## Бихејвиорална терапија
Основни принципи класичног условљавања, као и принципи инструменталног учења, користе се у различитим облицима бихејвиоралне терапије. Присталице ове терапије одбацују традиционално схватање да су психопатолошке појаве несвесни израз неког конфликта или незадовољене жеље, односно површинска манифестација претпостављене унутрашње структуре личности. Психопатолошке појаве сматрају последицама погрешног учења. Стога се принципи учења сматрају и принципима развоја личности. Сва понашања, нормална и патолошка, понашања деце и одраслих, као и понашања различитих степена сложености подређена су, према овим ауторима, истим психолошким, тј истим принципима учења.
У једном облику бихејвиоралне терапије користи се принцип контраусловљавања. Техника реципрочне инхибиције и систематске десензитизације коју је развио Волпе у сврху редуковања анксиозних понашања. Под реципрочном инхибицијом се подразумева вежбање пацијента релаксацији, одговору који је инкомпатибилан, супротан анксиозности. Систематска десензитизација означава процедуру у којој се субјекту у овако релаксираном стању постепено излажу дражи које изазивају све јачу анксиозност.
На тај начин ове дражи се повезују са стањем релаксације које омогућује истовремено емитовање анксиозних облика, па веза између ових дражи и анксиозности слаби. Ова процедура показала се веома успешном у лечењу фобија. Нпр, ако пацијент има страх од змија, њему се у релаксираном стању приказује нацртана змија и полако се долази до најјаче дражи, односно најснажније дражи која изазива најјачу анксиозност, која ће се десензитизовати.